# 大串兎紀夫
大串 兎紀夫（おおぐし ときお、1939年7月19日 - ）は、日本の教育学者。元皇學館大学教育学部教授。生涯教育論、成人学習論、メディア教育が専門。

## 人物・略歴
東京市生まれ。神奈川県に育つ。父は大串兎代夫。
1962年に横浜国立大学学芸学部を卒業後、NHKにてディレクターとして教育番組を制作。その後、NHK総合放送文化研究所研究員（1980年から1982年まで）、NHK放送文化研究所主任研究員（1982年から1992年まで）を経て、天理大学人間学部生涯教育専攻新設と同時に教授として同大学に赴任。1998年から人間学部長（20０３年まで）、2005年より皇學館大学文学部教授、2008年より2010年まで教育学部教授。

## 著書

### 単著
- 『生涯学習概説 「学び」の諸相』（学文社、1997）
- 『今、教育を考える 生涯学習時代の教育課題』（学文社、2006）

### 共著
- （NHK放送文化研究所）『日本人の学習 成人の学習ニーズをさぐる - NHK学習関心調査'82・'85・'88報告書』（第一法規出版、1990）

### 講演録
- 『若さの力、老いの知～高齢社会の人生～』（皇學館大學講演叢書第117輯）（皇學館大学出版部、2006）